# Сатино (Тамбовская область)
Сатино — село в Инжавинском районе Тамбовской области. Входит в состав сельского поселения Марьевский сельсовет.

## География
Находится в юго-восточной части Тамбовской области, в лесостепной зоне, на реках Шибряйка и Молоканка. Фактически слилась с деревней Оголиновка.

### Климат
Климат умеренно континентальный, относительно сухой, с холодной продолжительной зимой и тёплым летом. Среднегодовая температура воздуха — 4,5 °C. Средняя температура воздуха самого холодного месяца (января) — −11 °C (абсолютный минимум — −33 °C); самого тёплого месяца (июля) — 19,7 °C (абсолютный максимум — 40 °С). Безморозный период длится 162 дня. Среднегодовое количество атмосферных осадков составляет около 450—570 мм, из которых большая часть выпадает в период с мая по сентябрь. Продолжительность залегания снежного покрова составляет в среднем 134 дня.

## История
Административно входило в состав Инжавинской волости Кирсановского уезда.

## Население
| 2002 | 2010 |
| ---- | ---- |
| 219  | ↘177 |

## Инфраструктура
Общеобразовательная школа села Сатино.

## Транспорт
Остановка общественного транспорта «Сатино».